# Staurophlebia auca
Staurophlebia auca – gatunek ważki z rodziny żagnicowatych (Aeshnidae). Występuje na terenie Ameryki Południowej.